# Raoni Metuktire
Raoni Metuktire, de son vrai nom Ropni Metuktire, né vers 1932 au Brésil, est l'un des grands chefs du peuple kayapo vivant au cœur du territoire indigène de Capoto-Jarina, terre indigène homologuée protégée sur le territoire du Brésil. Il est une figure internationale de la lutte pour la préservation de la forêt amazonienne et de la culture indigène.

## Biographie
Raoni Metuktire, de son vrai nom Ropni Metuktire,, vient au monde dans l'État du Mato Grosso entre 1930 et 1934, probablement vers 1932, au cœur de la partie brésilienne de la forêt amazonienne, dans un village nommé Krajmopyjakare (lieu aujourd'hui appelé Kapôt). Issu de la branche Metuktire des Kayapos, il est l'un des fils du cacique Umoro. Le peuple kayapo est nomade et son enfance est marquée par des déplacements incessants et de nombreuses guerres tribales. Guidé par son frère Motibau, Raoni commence à l'âge de quinze ans à installer un labret, disque de bois peint de façon cérémonielle que les guerriers de sa tribu nomment botoque et portent sous la lèvre inférieure.
C'est en 1954 que Raoni et les autres membres de la tribu Metuktire rencontrent pour la première fois des Occidentaux. Le premier contact est effectué par l'aîné des frères Villas-Bôas, Orlando, célèbres indigénistes brésiliens qui initient le jeune Raoni au portugais et le préparent à affronter l'invasion des Kuben (« les autres », « les blancs »). Peu de temps après, il devient l'ambassadeur de son peuple et fait partie d'une délégation qui rencontre le président Juscelino Kubitschek et le très vieux maréchal Cândido Rondon. En 1958, il participe en tant que guide à une expédition destinée à déterminer le centre géographique du Brésil. En 1964, il croise le chemin de l'ancien roi des Belges, Léopold III, alors que celui-ci est en expédition dans les réserves indigènes protégées du Mato Grosso.
L'inquiétude du peuple Kayapo face à la déforestation est déjà grande lorsqu'il devient, en 1977, le sujet d'un film documentaire de Jean-Pierre Dutilleux intitulé Raoni et narré par Jacques Perrin. L'acteur Marlon Brando, alors au faîte de sa gloire, a accepté d'être filmé pour la séquence d'ouverture de la version anglaise et le film Raoni est nommé aux Oscars. L'intérêt soudain des médias brésiliens en fait un porte-drapeau naturel de la lutte pour la préservation de la forêt amazonienne, gravement mise en danger par la déforestation chaotique, l'avancée des cultures de soja et les barrages hydroélectriques.

C'est cependant après sa rencontre avec le chanteur Sting, qui lui rend visite dans le Xingu en 1987, qu'il accède à une notoriété internationale. Le 12 octobre 1988, il participe avec lui, à São Paulo (Brésil), à une conférence de presse de la Tournée Human Rights Now! d'Amnesty International. À la suite de l'impact de cet événement, Sting, son épouse Trudie Styler et le réalisateur belge Jean-Pierre Dutilleux deviennent les cofondateurs de la Rainforest Foundation, créée pour soutenir les projets de Raoni, dont la priorité du moment est la démarcation des territoires kayapos menacés d'invasion. 

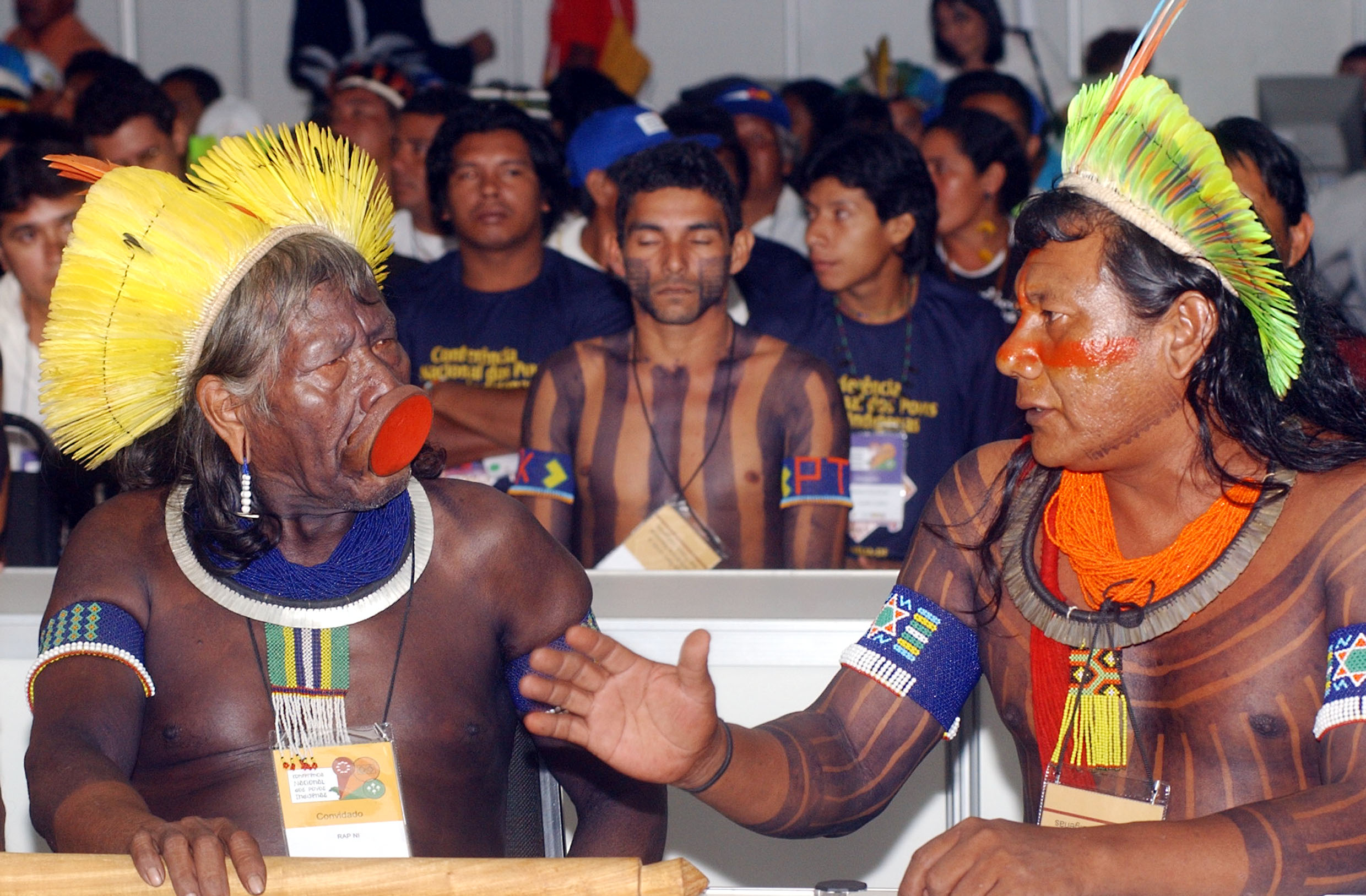
Raoni lors d'une conférence au Brésil en avril 2006.

En février 1989, Raoni est l'un des plus farouches opposants au projet de barrage de Kararao. Les télévisions du monde entier sont présentes pour recueillir ses propos à Altamira, lors d'une gigantesque assemblée de chefs restée dans les annales. Le projet de barrage sera finalement abandonné.
En juin 2021, la chaîne de télévision brésilienne Globo annonce la mise en production d'un nouveau film sur le chef Raoni signé Jean-Pierre Dutilleux et Alexandre Bouchet, dans lequel le chef Kayapo retrace sa vie et ses combats en voyageant en barque à travers le Parc Indigène du Xingu.

## Résultats de la campagne de 1989

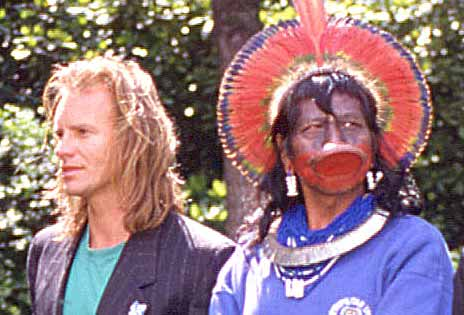
Le chef Raoni en compagnie du chanteur britannique Sting à Paris en avril 1989.

La tournée que Raoni entreprend avec Sting dans dix-sept pays, d'avril à juin 1989, lui permet de diffuser son message à l'échelle planétaire. Douze Fondations forêt vierge sont alors créées dans le monde avec pour objectif de récolter des fonds pour aider à la création, dans la région du Rio Xingu en Amazonie, sur des territoires répartis entre les États du Mato Grosso et du Pará, d'un immense parc national. Le rêve du Chef Raoni est alors d'unifier cinq territoires indigènes déjà démarqués (Baú, Kaiapó, Panará, Kapôt Jarina, Bàdjumkôre) avec les territoires Mekragnotire, qui ne le sont pas encore, et le Parc indigène du Xingu. Ces territoires ainsi réunis couvriraient une superficie d'environ 180 000 km2.
C'est en 1993, à la suite de l'engouement suscité par son tour du monde, que les territoires Mekragnotire sont démarqués et les territoires indigènes du Xingu unifiés. Ceux-ci constituent aujourd'hui la plus grande réserve de forêts tropicales de la planète.
Autre résultat concret de cette première campagne internationale de Raoni, le déblocage par le G7 de fonds pour la démarcation de toutes les réserves indigènes du Brésil, même si ce projet n'est pas encore achevé à ce jour[Quand ?].
Au-delà de ces résultats, l'un des succès les plus remarquables de la campagne de 1989 est une prise de conscience par le grand public de la nécessité de protéger la forêt amazonienne et ses populations autochtones. Le président François Mitterrand sera le premier à soutenir l'initiative de Raoni, bientôt suivi par Jacques Chirac, le roi d'Espagne, le prince Charles, l'empereur du Japon et le pape Jean-Paul II, parmi beaucoup d'autres.
Quant à la déforestation, loin d'avoir été enrayée, elle se poursuit de plus belle dans les zones non protégées, menaçant à nouveau celles qui le sont déjà.

## Ambassadeur international de la lutte pour la préservation de la forêt et des peuples amazoniens

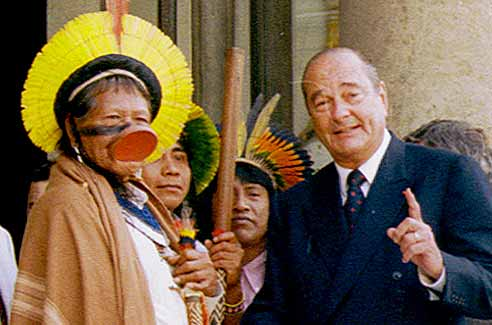
Raoni et le président de la République Jacques Chirac en mai 2000 au palais de l'Élysée.

Devenu l'ambassadeur du combat pour la protection de la forêt amazonienne et au-delà de celui de la protection de l'environnement de tout peuple indigène, Raoni Metuktire a depuis 1989 effectué de nombreux autres voyages à travers le monde, comme chez les Innus de la Côte-Nord du Québec en août 2001 ou au Japon, en mai 2007. C'est cependant principalement en Europe que son message semble recevoir le plus d'écho. Il revient ainsi en France en 2000, 2001 et 2003, où il reçoit le soutien actif du président Jacques Chirac.
Les différents peuples indigènes de la région du Xingu, dont Raoni est sans aucun doute le plus célèbre représentant, luttent avec acharnement pour préserver des us et coutumes transmis de façon orale depuis la nuit des temps. Ces tribus étaient isolées depuis plusieurs millénaires au moment de leur découverte au vingtième siècle. Raoni a franchi ce gouffre immense durant sa seule existence, en parvenant à conserver stoïcisme, distance et dignité. Il rencontre régulièrement les grands de ce monde mais vit dans une simple hutte et ne possède rien. Les cadeaux qu'on lui fait sont systématiquement redistribués.[réf. nécessaire]
Lors de ses interventions médiatiques, on le voit presque toujours coiffé d'une couronne de plumes jaunes et paré de boucles d'oreilles et collier kayapos. Le cacique Raoni est immédiatement reconnaissable au labret traditionnel qui lui distend la lèvre inférieure et qu'il arbore avec grande fierté. Les générations suivantes n'ayant pas conservé cette coutume, le chef est l'un des tout derniers hommes à plateaux connus au monde.
Le 7 novembre 2007, Gilberto Gil, alors ministre de la culture du président Lula da Silva, lui remet l'ordre du mérite culturel.

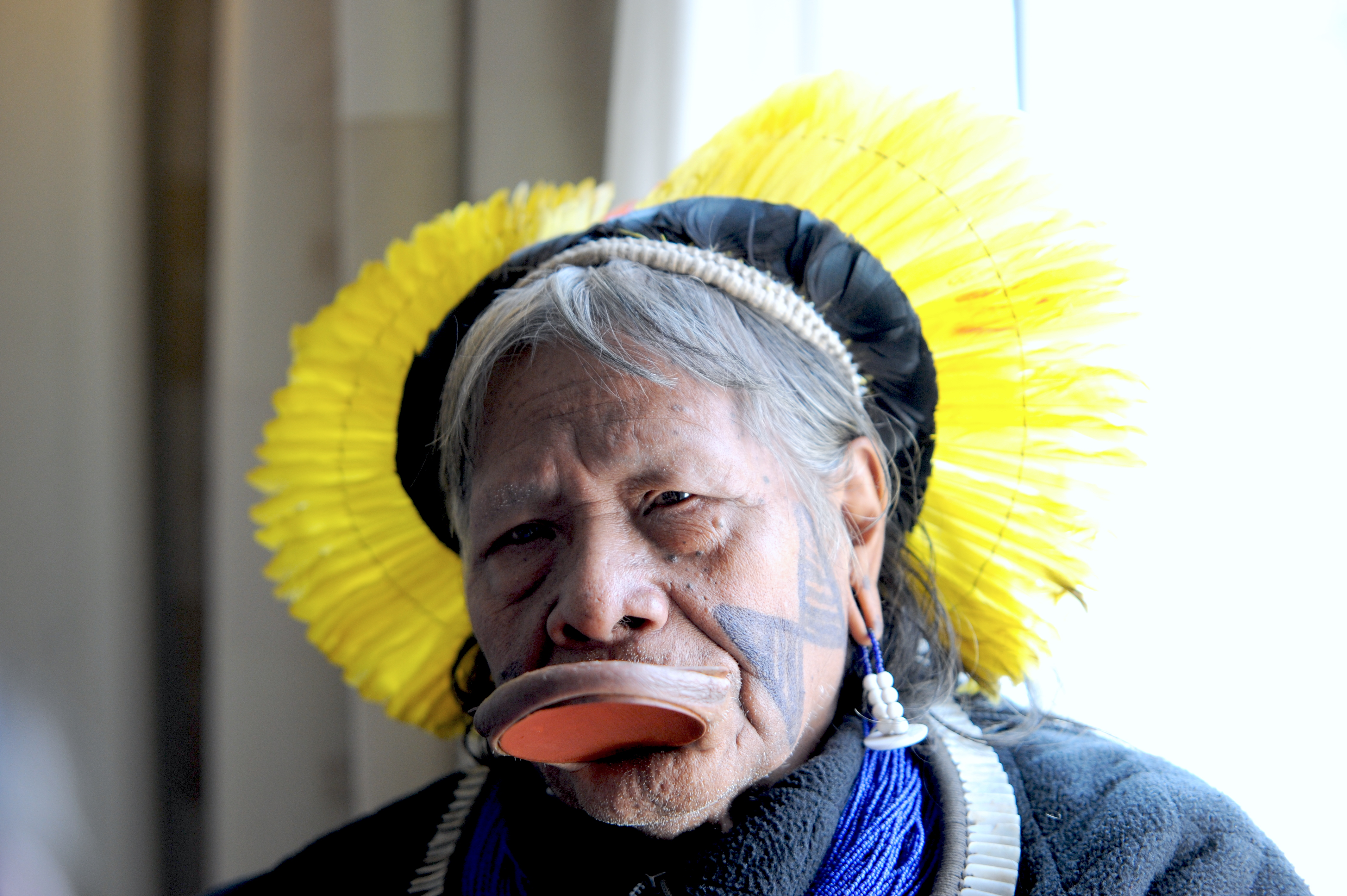
Raoni Metuktire, le 04 mai 2010 à Paris.

Le cacique Raoni est fait citoyen d'honneur de la Ville de Paris par Bertrand Delanoë le 27 septembre 2011 et de la ville de Bordeaux le 4 septembre 2019.
Il est l'une des premières personnalités internationales à demander, dès novembre 2013, la reconnaissance internationale du crime d'écocide.
Il est également lauréat, en 2014, de la première édition du Prix du Public pour la Paix.
En novembre 2015, il participe à la COP21 (à Paris) et en novembre 2017, à la COP23 (à Bonn, en Allemagne).
En février 2017, il est la vedette du défilé « Xingu » de l'école de samba Imperatriz Leopoldinense à l'occasion du Carnaval de Rio, pendant lequel il défile posté à la proue d'un char impressionnant à son effigie.
Le 22 janvier 2021, le cacique Raoni dépose plainte contre Jair Bolsonaro devant la Cour pénale internationale par l'intermédiaire de l'avocat français William Bourdon. Il accuse le président brésilien de meurtres, d’extermination et de mise en esclavage des autochtones de l’Amazonie.
En février 2021, le cacique Raoni lance un appel à l'aide pour sa « dernière mission ». Il souhaite la reconnaissance et la délimitation de la terre indigène Kapot-Nhinore, celle où repose ses ancêtres.
Interviewé par Paris Match en décembre 2021, il envisage, à 91 ans de reprendre la route pour défendre sa cause : « Tous ces gens, avec l’aide du gouvernement actuel, ont déjà prévu de tout déboiser. Mais je ne les laisserai pas faire (...) Donc, je vais continuer à me battre et nous devons réfléchir avec nos amis pour planifier une nouvelle campagne. ».

## Le cacique Raoni contre le complexe de barrages de Belo Monte

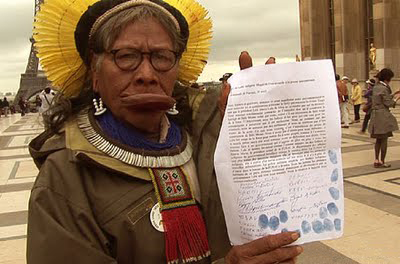
Raoni place des droits de l'homme au Trocadéro de Paris, tenant la pétition internationale contre le barrage de Belo Monte, qu'il a lancée avec d'autres chefs indiens kayapos.

Dans une interview accordée à TF1 et diffusée à l'occasion de sa tournée européenne (France, Belgique, Suisse, Monaco, Luxembourg) en mai 2010, Raoni déclare la guerre au projet de barrage de Belo Monte, qui menace les territoires indigènes situés sur les rives du fleuve Xingú dans l'État du Pará au Brésil et réaffirme sa détermination à protéger la forêt amazonienne d'un désastre majeur : « J'ai demandé à mes guerriers de se préparer à la guerre, j'en ai parlé aussi aux tribus du Haut Xingú. Nous ne nous laisserons pas faire. ».
Lors de ce même voyage, pendant lequel il assure également la promotion du livre de Jean-Pierre Dutilleux Raoni, mémoires d'un chef indien, le cacique Raoni est reçu par l'ancien président français Jacques Chirac qui accepte de parrainer (par le biais de la Fondation Chirac) l'Institut Raoni, un organisme brésilien que le chef amazonien a créé en 2001 avec son soutien dont l'objet est de préserver la culture de son peuple et la biodiversité de la forêt. Il sera également reçu lors de ce voyage par le Prince Albert II de Monaco, très engagé dans la protection de la nature, mais pas par le président Nicolas Sarkozy, qu'il avait pourtant formellement invité en septembre 2009 lors de sa visite officielle au Brésil.
Le 1er juin 2011, l’Institut brésilien de l’Environnement (IBAMA), dernier rempart à la réalisation du barrage de Belo Monte, délivre la licence au consortium d’entreprises brésiliennes Norte Energia. Cette information est reprise par les médias et réseaux sociaux du monde entier accompagnée d'une photo de Raoni en larmes, la légende précisant que ses pleurs ont été provoqués par l'annonce de la validation définitive du barrage de Belo Monte. La photo, prise au moment d'un pleur traditionnel de retrouvailles, a en fait été détournée. Indigné, le chef dément formellement sur son site officiel : « Je n'ai pas pleuré à cause de l’autorisation de construction et le début des travaux sur le chantier de Belo Monte. Tant que je vivrai, je continuerai à me battre contre cette construction (...) C’est la présidente Dilma qui pleurera, pas moi. Je veux savoir qui a donné cette photo et propagé cette fausse information (...) Il faudra que la présidente Dilma me tue face au Palais du Planalto. Là, seulement, vous pourrez construire le barrage de Belo Monte. »
En septembre 2011, lors d'un nouveau voyage en France organisé par Jean-Pierre Dutilleux, président d'honneur de l'Association pour la Forêt Vierge, le cacique Raoni semble pris au piège d'une intrigue politico-financière, comme le révèle la revue de l'antenne française de l'ONG Survival. On le dit même « otage des intérêts économiques français en Amazonie ». Selon Survival, il est alors « muselé par Dutilleux dans toutes ses apparitions publiques et littéralement tenu sous contrôle et à distance des journalistes et des militants dans ses déplacements ». Le journal Metro s'étonne même de son "étrange silence". Il ne peut finalement honorer qu’un seul événement officiel sur le territoire français : sa décoration par le Maire de Paris en tant que citoyen d’honneur de la ville. Toute mention au barrage de Belo Monte a disparu du discours de Bertrand Delanoë et de celui du cacique Raoni pendant la cérémonie, alors que l'annonce officielle de l'événement, en faisait largement mention et que la pétition du chef contre le barrage rencontre un grand succès en France. En 2012, il sera affirmé dans le film documentaire brésilien Belo Monte, Anúncio de uma Guerra, réalisé par André d'Elia, que l'Association Forêt Vierge de Jean-Pierre Dutilleux a retenu "en otage" le chef Raoni et ses deux accompagnants indigènes, alors que ceux-ci étaient venus militer en Europe en septembre 2011 contre le barrage de Belo Monte, à la construction duquel des entreprises françaises sont associées. Dans une séquence, le chef Raoni confirme que Jean-Pierre Dutilleux « ne permettait à personne de s'approcher près de moi » et montre un recueil de signatures de sa pétition contre Belo Monte dont Dutilleux et son équipe, affirme-t-il, auraient tenté d'empêcher la remise. Il est également affirmé que la même équipe aurait tenté d'échanger le silence du chef Raoni sur les méfaits du projet Belo Monte contre une promesse que soient tracées les frontières d'un territoire de son peuple.
En conclusion de son voyage en France de septembre 2011, le chef Raoni parvient tout de même à se rendre le 30 septembre 2011 au Conseil des droits de l'homme des Nations unies, à Genève, grâce à son comité de soutien, fondé par le réalisateur Gert-Peter Bruch et la juriste Valérie Cabanes, et à la Société pour les peuples menacés – Suisse. Il y dénonce le démarrage du chantier du barrage de Belo Monte, en violation du droit à la consultation préalable, libre et éclairée, telle que définie dans la Convention 169 de l’OIT, dont le Brésil est signataire.
À la suite des événements de septembre 2011, le cacique Raoni se rapproche de Planète Amazone, nouvellement créée, qui portera désormais la lutte contre le barrage de Belo Monte et ses autres combats à l'international. Le 18 juin 2012, Planète Amazone lui remet devant la presse internationale les 350 000 signatures de sa pétition lors du sommet de Rio+20. Le chef kayapo doit ensuite remettre lui-même cette pétition au président français François Hollande, qui, nouvellement élu, a tenu à le rencontrer, mais il rate son rendez-vous. Planète Amazone remet cependant au président Hollande, au nom du chef Raoni, un appel demandant le désengagement de la France et de ses entreprises « des projets industriels qui porteraient atteinte au droit de l'environnement et aux droits de l'homme ».
Le 29 août 2013 est mis en ligne sur le site du cacique Raoni la traduction intégrale d'un document présentant à Dilma Rousseff des revendications des peuples indigènes du Brésil, document qu'elle a signé, ainsi qu'un message vidéo dans lequel le cacique Raoni s'adresse à tous les dirigeants du monde pour qu'ils le soutiennent dans sa démarche et s'opposent au projet de barrage de Belo Monte dans le but de préserver la forêt amazonienne.
Pour son combat contre le barrage de Belo Monte, le chef Raoni, a reçu le soutien de personnalités telles que Cali, Bernard Lavilliers, Vincent Cassel, Jan Kounen, Hugues Aufray, Abd al Malik, Pierre Richard, Nicolas Hulot, Paul Watson (Sea Shepherd), Jacques Weber, Marion Cotillard, Rémi Gaillard, Sting, James Cameron, Sigourney Weaver et Arnold Schwarzenegger, la plupart ayant signé sa pétition internationale contre le barrage de Belo Monte lancée en juin 2010 sur son site officiel.

## Tournées européennes «Urgence Amazonie» et «S.O.S. Amazonia»

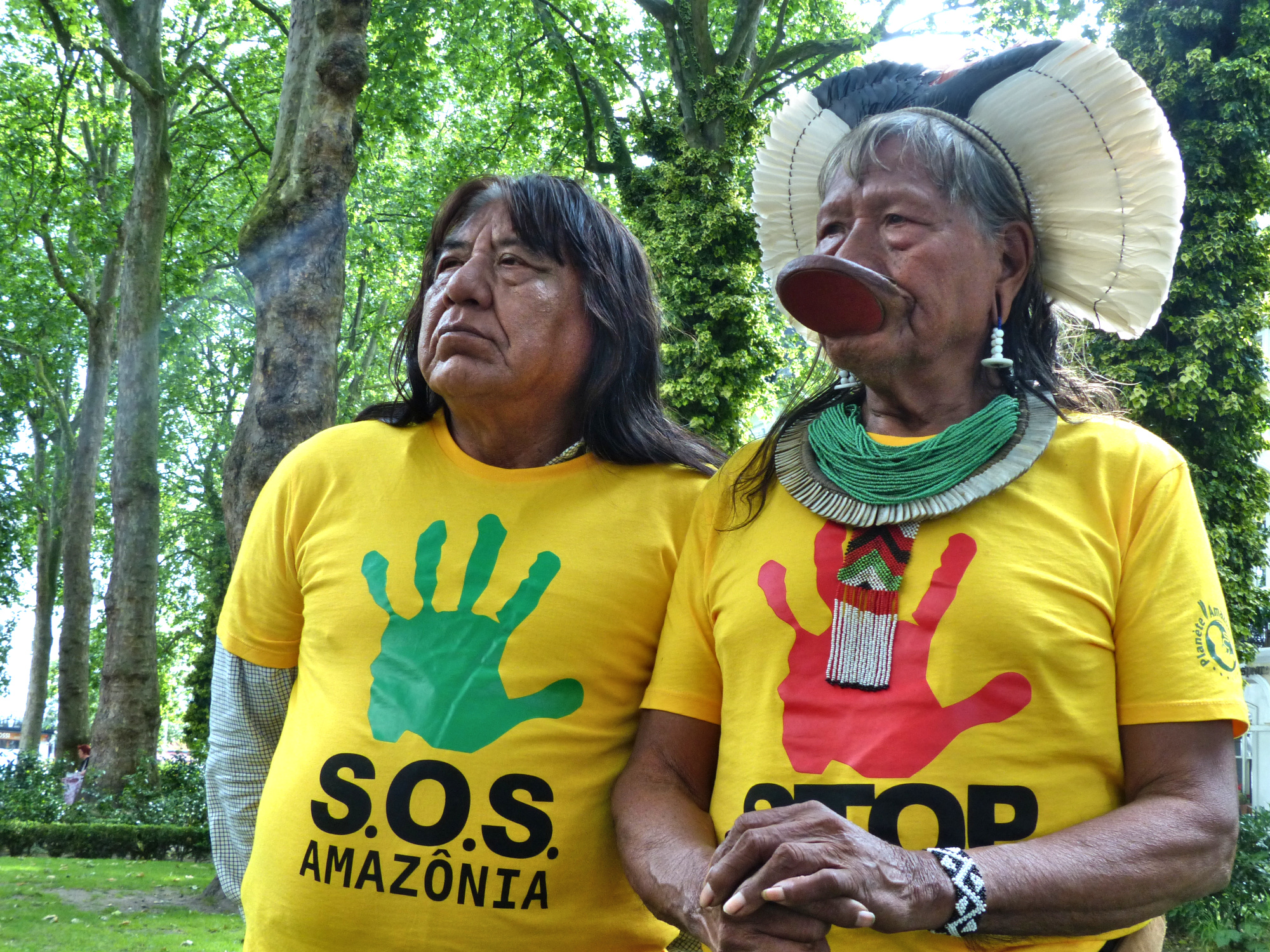
Le cacique Raoni Metuktire et son neveu Megaron Txucarramãe le 9 juin 2014 à Londres pendant leur campagne européenne S.O.S. Amazônia Tour.

Du 29 novembre au 16 décembre 2012, Planète Amazone organise une tournée européenne (France, Suisse, Pays-Bas) intitulée « Urgence Amazonie » pour le cacique Raoni, avec le soutien de Nicolas Hulot. La délégation rencontre en France le président François Hollande, Jacques Chirac, Jean-Pierre Bel (président du Sénat), Joël Labbé (sénateur du Morbihan), Geneviève Gaillard (maire de Niort), Jean-Paul Delevoye (président du CESE) et José Manuel Barroso (président de la Commission européenne), parmi beaucoup d'autres personnalités. La délégation se rend également au Parlement européen afin de demander l'aide de l'Union européenne pour la préservation de la forêt amazonienne. L'un des buts affichés de cette campagne qui rappelle le lien entre le consommateur européen et la déforestation est de collecter les fonds nécessaires au financement d’un projet de construction du futur poste de surveillance du territoire indigène non démarqué de Kapot-Nhinore, déjà grignoté par des exploitations agricoles et de bétail. Le 25 décembre 2012, le cacique Raoni et le directeur de son Institut annoncent que la collecte de fonds a été un succès et que le projet sera finalisé en avril 2013.
En juillet 2018, le public apprend cependant par voie de presse que le projet n'a pas été réalisé et que Planète Amazone qui déclare garder sa confiance au cacique Raoni a cessé sa collaboration avec son Institut : « Il nous a fallu quatre ans et demi pour obtenir [...] un rapport tout à fait insatisfaisant, sans aucun relevé de dépenses », écrit l'association.
Planète Amazone organise une seconde tournée européenne (France, Monaco, Angleterre et Norvège) pour le cacique Raoni, le “S.O.S. Amazônia Tour” en juin 2014, alors que le Brésil lance la Coupe du monde de football. Le 3 juin, une soirée spéciale est organisée au CESE pour célébrer le 25e anniversaire de sa tournée mondiale avec le chanteur Sting. Le 4 juin, le cacique Raoni est salué dans l’hémicycle de l'Assemblée nationale par l'ensemble des députés et membres du gouvernement présents, grâce au soutien du député Jean-Louis Roumégas. Le 5 juin, le cacique Raoni célèbre la journée mondiale de l'environnement accompagné de 300 enfants au Trocadéro, avec lesquels il forme une main verte géante appelant à la protection de l'Amazonie.
Cette tournée permet de semer les graines du projet d’une Alliance des Gardiens de Mère Nature auprès de diverses personnalités et autorités : le prince de Galles, le prince Albert II de Monaco, le roi Harald V de Norvège, Claude Bartolone (président de l’Assemblée nationale), l'ancien Premier ministre Michel Rocard et les artistes Bernard Lavilliers et Pierre Richard.
Le spot du S.O.S. Amazônia Tour, qui reçoit la participation de Bernard Lavilliers et de Paul Watson, lance l’opération ‘S.O.S. Amazônia – Stop Belo Monte!’, appelant les citoyens à diffuser sous de multiples formes les symboles de lutte indigène : une main verte pour la forêt, une main rouge pour les peuples qui veillent sur elle.

## L'Alliance des Gardiens de Mère Nature

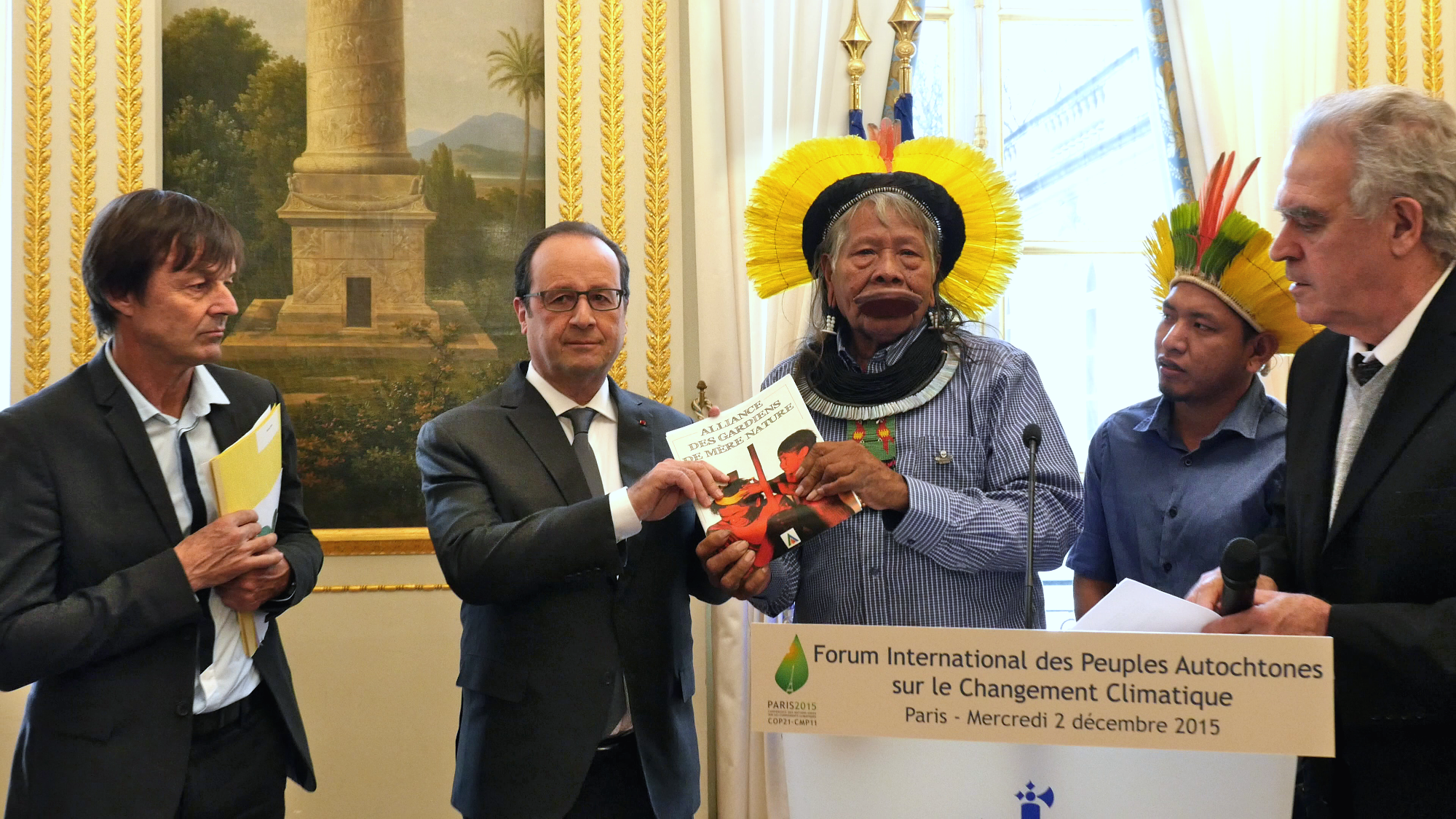
Le 2 décembre 2015, pendant la COP21, le cacique Raoni Metuktire remet au président français François Hollande les 17 premières propositions de l'Alliance des Gardiens de Mère Nature, sous l'œil de Nicolas Hulot.

En novembre et décembre 2015, le cacique Raoni participe à la COP 21 pour lancer officiellement avec Planète Amazone un nouveau mouvement en faveur de la paix, de la justice climatique et des générations futures notamment à travers un appel à une large reconnaissance des droits de la nature : l'Alliance des Gardiens de Mère Nature. Le 28 novembre 2015, une soixantaine de représentants autochtones et d'écologistes (dont Paul Watson, Tom Goldtooth, Mindahi Bastida et Marishöri Najashi) venus du monde entier, se réunissent en assemblée constitutive de l'Alliance des Gardiens de Mère Nature et rédigent une déclaration contenant 17 propositions « pour la préservation du climat et des générations futures ». Cette déclaration est remise par le cacique Raoni le 29 novembre au secrétaire général de l'ONU, Ban Ki-moon et le 2 décembre au président François Hollande, avec le soutien de Nicolas Hulot.
Quelques mois plus tard, le 21 juin 2016, est lancée à partir d'un appel au rassemblement du cacique Raoni, une campagne au financement participatif de Planète Amazone (« Rejoignez les Gardiens de la Terre »), afin de financer la tenue au Brésil d’une grande assemblée réunissant 200 représentants indigènes et environnementalistes du monde entier. Cette campagne, à laquelle participent Pierre Richard, Bernard Lavilliers, Nicolas Hulot, Paul Watson et Hugues Aufray, rencontre un franc succès sur les réseaux sociaux et permet de lever 222 791 €, ce qui constitue un record sur la plateforme HelloAsso.
Grâce à ces fonds, se tient du 11 au 16 octobre 2017 à Brasilia la première Grande Assemblée internationale de l'Alliance des Gardiens de Mère Nature. Près de 80 peuples (Kayapo, Masaï, Maori, Otomi, Saami, Dayak, Yanomami, Navajo, Mapuche, Ashaninka, Kichwa, Papou, Kanak...) venus de 30 pays et cinq continents, sont représentés. Avec le soutien de leurs alliés, ils rédigent et adoptent la Déclaration de l'Alliance Gardiens et Enfants de l'Alliance des Gardiens de la Terre Mère », à partir de laquelle l’Alliance compte développer des stratégies et projets inspirants.

## Mai 2019, rencontre avec le président Macron et le pape François
En mai 2019, trente ans après son tour du monde avec le chanteur Sting, le cacique Raoni part pour une nouvelle tournée européenne qui fait étape en France, en Belgique, en Suisse, au Luxembourg, à Monaco, en Italie et au Vatican. Selon l'organisateur, Jean-Pierre Dutilleux, président d'honneur de l'Association pour la forêt vierge, cette tournée a pour objectif de collecter 1 million d'euros afin de démarquer de nouveaux territoires kayapo, 15 millions d'euros pour créer un Institut Xingu "au cœur de la réserve indigène" et de promouvoir le livre Raoni, mon dernier voyage.
Le cacique Raoni est notamment reçu par le président Macron et le pape François.
Le 24 mai, le chef Raoni monte les marches du festival de Cannes avec Jean-Pierre Dutilleux. Le même jour, Le Monde publie un reportage à charge sur le cinéaste et compagnon de route du chef kayapo, qui revient sur 40 années de relations tumultueuses et interroge sur la tournée en cours. Le quotidien s'étonne du dépôt par l'Association pour la Forêt Vierge de la marque Raoni pour plus d'une centaine de produits, que Jean-Pierre Dutilleux justifie comme une démarche visant à « protéger son nom ». Parallèlement, Megaron, le neveu du chef Raoni affirme à propos de Dutilleux : « il ne nous a pas présenté le projet de cette campagne. Nous nous inquiétons pour l’image et le nom du chef Raoni ». La député France Insoumise Mathilde Panot interroge quant à elle le gouvernement « sur les possibilités d’un abus de confiance de ce chef indigène à la renommée internationale et à l’âge avancé »,.

## Au cœur d'une crise diplomatique France / Brésil

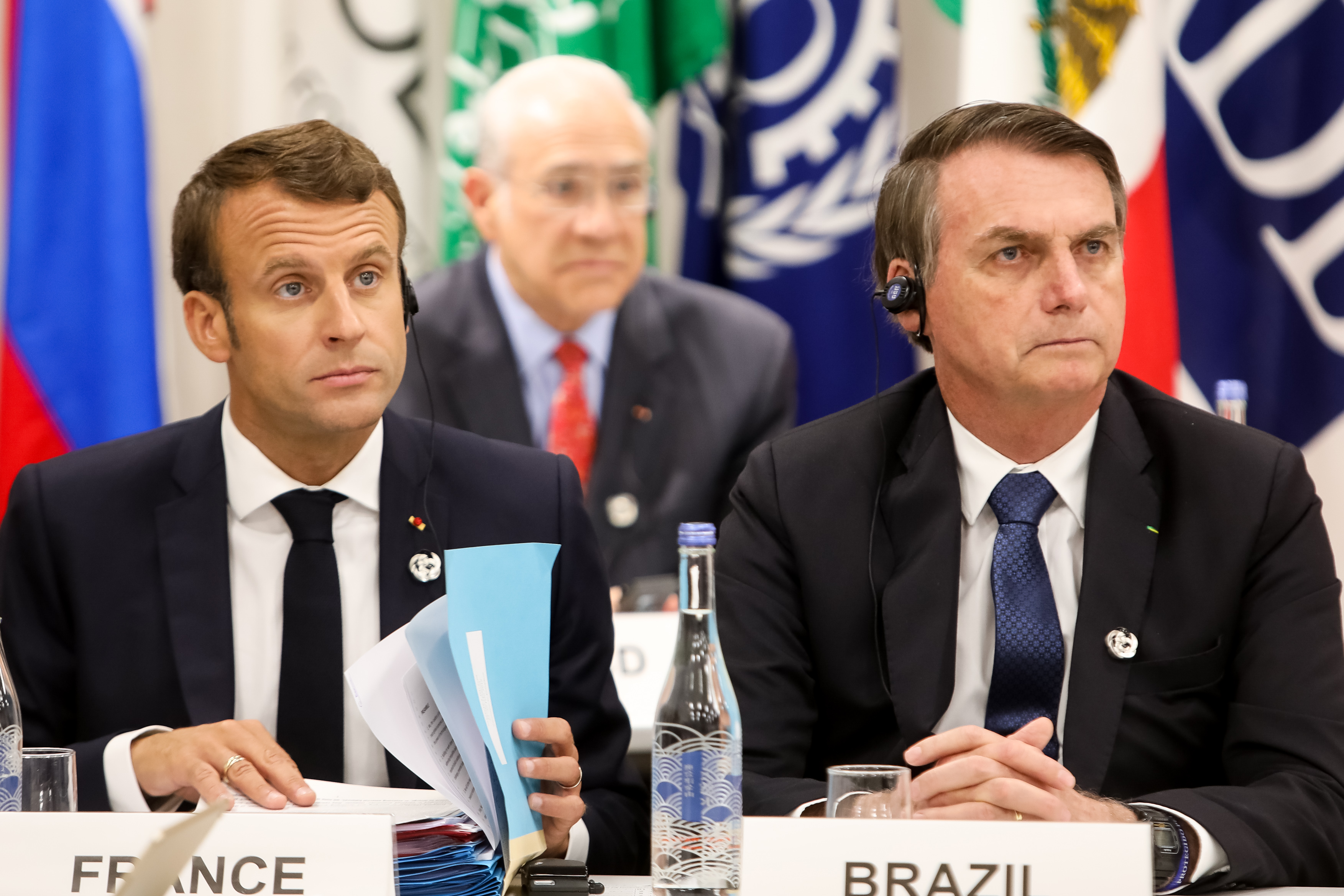
Emmanuel Macron et Jair Bolsonaro au sommet du G20 à Osaka (Japon) - le 28 juin 2019

Le 4 juillet 2019, quelques jours après la première rencontre entre Emmanuel Macron et Jair Bolsonaro (intervenue le 27 juin 2019 à Osaka en marge du sommet du G20), le président brésilien affirme, lors de son traditionnel petit déjeuner filmé avec des parlementaires, que son homologue français lui a proposé un rendez-vous à trois avec le cacique Raoni. Il déclare : « Je lui ai fermement répondu non », et ajoute à propos du chef kayapo : « je ne le reconnais pas en tant qu'autorité ». Deux jours avant la provocation de Jair Bolsonaro, Emmanuel Macron avait menacé de boycott par la France l'accord de libre-échange entre le Mercosul et l'Union européenne en cas de retrait du Brésil de l'accord de Paris sur le climat.
Le 23 août 2019, alors que les feux ravagent la forêt amazonienne, le cacique Raoni appelle la communauté internationale à faire pression « pour que le peuple brésilien fasse partir Bolsonaro et que le Congrès vote sa destitution ». Il considère que le président brésilien a une responsabilité directe sur l'augmentation des incendies, et dit, à propos de ceux qui en sont à l'origine : « ils se lâchent tous car sa parole les pousse à détruire la forêt beaucoup plus vite ». Le 26 août, alors qu'il est sur le point d'être reçu par Emmanuel Macron en marge du G7 de Biarritz, France Inter révèle une vidéo dans laquelle il répond à propos de Jair Bolsonaro : « on dirait qu'il n'est toujours pas adulte, voilà pourquoi il ne veut pas me rencontrer ».
Le 7 septembre 2019, le cacique Raoni est l'invité spécial à Bordeaux d'un meeting de La République en marche et rencontre à huis clos le Premier ministre français Édouard Philippe ainsi que plusieurs ministres et cadres du parti. Après la publication de photos des rencontres sur Twitter, le Huffington Post dénonce un exercice de communication proche du copier-coller, tandis que le secrétaire national d'Europe Écologie Les Verts, David Cormand, considère comme cynique et obscène que le Premier ministre affiche sa proximité avec le cacique Raoni sans « interrompre les politiques de destruction de l'Amazonie contre lesquelles [il] lutte », rappelant que son gouvernement soutient en Guyane des projets d'exploitation minière.
Le cacique Raoni rapporte son échange avec « les gens du gouvernement français » dans une interview accordée au Monde. Se disant fatigué des promesses qui n'aboutissent pas, il se plaint du retard d'un soutien financier attendu — d'1 million d'euros garanti par le président Macron en mai 2019, prévu avec un délai d'un mois — pour renforcer la démarcation de son territoire.
Lors de son premier discours à l'assemblée Générale de l'ONU, le 24 septembre 2019, Jair Bolsonaro s'en prend violemment au président français (sans le nommer) et au cacique Raoni, qu'il nomme et dont il affirme qu'il est instrumentalisé par des gouvernements étrangers « pour faire avancer leurs intérêts en Amazonie ».
En octobre 2019, Jair Bolsonaro élève Ysani Kalapalo au rang de représentante quasi officielle des peuples autochtones du Brésil, ce que lui reproche notamment Watatakalu Yawalapiti, défenseuse de l'Amazonie. Qualifiée par la presse comme « l'Indienne de Bolsonaro », cette « Indienne de droite » ou « indigène du XXIe siècle », comme elle aime à s’appeler, n'est en réalité qu’une youtubeuse de profession, .

## Manifeste de Piaraçu et confinement
Le 17 janvier 2020, le chef Raoni réunit dans le village de Piaraçu, situé en pleine forêt le long du fleuve Xingu, près de 600 indigènes pour dénoncer à travers un manifeste le président Bolsonaro et sa politique « de génocide, ethnocide et écocide ».
Face à l'arrivée de la pandémie de covid-19 au Brésil, il lance le 26 avril 2020 un appel à soutenir son peuple et d'autres peuples indigènes dans les domaines de l'alimentaire, de l'hygiène et des médicaments. Dans son appel sous forme de message vidéo, relayé par l'ONG Planète Amazone (qui orchestre la campagne de dons), il demande également de l'aide au président français Emmanuel Macron et à Nicolas Hulot.
Dans un entretien vidéo donné à l'AFP et paru le 5 juin 2020, il accuse le président Bolsonaro de profiter de la situation provoquée par le coronavirus contre les indigènes, alors qu'il annonce vouloir rester confiné dans son village jusqu'à la fin de la pandémie. Il s'oppose aussi à une ordonnance de la FUNAI avec effet immédiat, qui permet le démantèlement de 237 terres indigènes n'ayant pas encore été délimitées par décret présidentiel : « la FUNAI appartient aux Indiens. Elle ne peut pas parler contre nous. ».
Le 24 juin 2020, la presse annonce le décès de l'épouse du cacique Raoni, Bekwyka, d'une attaque cérébrale et d'une crise cardiaque.
Le 16 juillet suivant, à la suite d’un affaiblissement général de son état de santé, le cacique Raoni est évacué par avion de son village de Metuktire vers une clinique de Colíder, dans l’État du Mato Grosso. Alors que le nombre d'indigènes ayant contracté la Covid-19 augmente et qu'un autre chef kayapo, Paulinho Paiakan, est décédé des suites de la maladie en juin, le cacique est rapidement testé et le résultat se révèle négatif. Deux jours après, le 18 juillet, le cacique Raoni est transféré « avec une certaine urgence » vers un établissement plus moderne à Sinop, l'hôpital Santa Inês, qui indique que l'aggravation de son état de santé serait probablement due à « une hémorragie digestive »,. Soigné pour des ulcères gastriques et intestinaux, le chef Raoni obtient la permission de quitter l'hôpital et retourne dans son village le 25 juillet suivant.
Le 28 août, Raoni Metuktire est de nouveau admis à l'hôpital de Sinop, en raison d’altérations du taux de leucocytes dans son sang et de symptômes de pneumonie. Le diagnostic de Covid-19 est annoncé dans le bulletin médical de l'hôpital, qui fait également état d'une « inflammation cardiaque » pour laquelle de nouveaux examens doivent être réalisés. Le 4 septembre, après avoir suivi un traitement suivant le protocole de l'hôpital, il est autorisé à quitter l’établissement,.

## Distinctions

### Décorations étrangères
- Chevalier de l'ordre national de la Légion d'honneur (26 mars 2024)[89].

### Filmographie
Documentaire
- The Tribe that hides from man [91], de Adrian Cowell, 1970 ;
- Les Txukarramae : le combat de Raoni, de Yoshikuni Takahashi, 1974 ;
- Raoni, de Jean-Pierre Dutilleux, 1976 ;
- Kayapo (The Kayapo)[92], de Michael Beckham, 1987 ;
- Les kayapos sortent de la forêt (The Kayapo - Out of the Forest)[93], de Michael Beckham, 1989 ;
- Raoni's return de Renato De Maria (1989) avec Sting ;
- Belo Monte, an announcement of a war (Belo Monte, anuncio de uma guerra)[94], de Andre Vilela d'Elia, 2012 ;
- Match, l'album des Français (1/4)[95], de Stéphane Bergouhnioux et Pascal Forneri, 2012 ;
- Ushuaïa Nature : Message aux Petits Frères, de Nicolas Hulot, 2012 ;
- Coração do Brasil, de Daniel Santiago, 2013 ;
- Terra Libre[96], de Gert-Peter Bruch, 2019.

Fiction
- Le Jaguar, de Francis Veber, 1996 - le personnage de Wanù est largement inspiré du chef Raoni.
- Charité Biz'ness, de Pierre Jamin et Thierry Barthes, 1997 - Elie Semoun et Smaïn interprètent deux délinquants qui utilisent la cause de Raoni et Sting pour détourner de l'argent.
- Avatar, de James Cameron, 2009 - le réalisateur canadien affirme que le combat des Kayapo pour sauver leur environnement, et particulièrement celui du chef Raoni dont il soutient les actions contre le barrage de Belo Monte, est l'une des inspirations de son film.